# Kodai Yasuda
Kodai Yasuda (安田 晃大 Yasuda Kodai?), född 8 augusti 1989 i Osaka prefektur, är en japansk fotbollsspelare.
Yasuda började sin karriär 2008 i Gamba Osaka. Efter Gamba Osaka spelade han för Giravanz Kitakyushu, Tokyo Verdy, Gainare Tottori och Ehime FC.